# Willie Reed
Willie Reed, Jr. é um jogador de basquetebol profissional que atualmente joga no Budućnost que disputa a Liga Adriática, Eurocopa e Liga Montenegrina.